# Graciela Bográn
Graciela Bográn Rodríguez (San Nicolás, 19 de outubro de 1896 – San Pedro Sula, 2000) foi uma professora, escritora e ativista pelos direitos das mulheres hondurenha. Engajada na luta pelo sufrágio feminino, ela se envolveu tanto no movimento sindical quanto em protestos políticos. Ela também ficou conhecida por ser a editora do periódico feminista Alma Latina. Após o direito ao voto ser concedido às mulheres, ela foi indicada para servir no gabinete do Departamento de Educação Pública. Em 1963 ela foi eleita membro do Instituto de Cultura Hispânica em Madrid e várias instituições em Honduras levam o seu nome.

## Início de vida
Graciela Bográn Rodríguez nasceu em 19 de outubro de 1896 em San Nicolás, Santa Bárbara, Honduras e era a mais velha de três filhos de Petrona Rodríguez e Marco Antonio Bográn. Ela tinha uma irmã, Elvira, e um irmão, Napoleón. Sua família descendia de Romain Beaugrand (Román Bográn), um coronel francês da Bretanha que mudou-se para Honduras no início do século XIX. Através dele, Graciela possui um parentesco distante com os presidentes Luis Bográn e Francisco Bográn Barahona.
Após terminar a educação primária, Bográn formou-se na Escuela Normal de Señoritas em 1914 e começou a trabalhar como professora. Em 1916 ela casou-se com o poeta Rubén Bermúdez Meza e teve três filhos: Graciela, Rubén e Roberto. Após divorciar-se de Rubén, ela casou-se novamente com o empresário norte-americano Alvin M. Barrett.

## Carreira
Em 1932 Bográn fundou a revista Alma Latina, que tornou-se um influente periódico político, feminista e cultural na América Central. Na época, ela fazia oposição ao sufrágio feminino por causa da violência associada com as eleições na região. A maioria das mulheres hondurenhas nas décadas de 1920 e 1930 não apoiava a emancipação feminina, uma vez que não havia uma base histórica na cultura hondurenha, onde a subordinação social e econômica era vista mais como uma luta de classes, ou simplesmente aceita. Este pensamento mudou na década de 1940, quando Bográn e outras feministas viram as vantagens de votar como um meio de trazer mais governança democrática ao país.
Em 1944, Bográn foi acusada de ser comunista pelo governo de Honduras. Por trabalhar como organizadora sindical na região norte do país, era suspeita de ensinar a doutrina comunista como agente de Vicente Lombardo Toledano, líder sindical marxista mexicano. O embaixador dos Estados Unidos em Honduras, John Draper Erwin, concluiu após uma investigação que não havia atividade comunista no país e não classificou Bográn como comunista, argumentando que "qualquer pessoa que exige melhores condições de trabalho é frequentemente classificada como comunista". No mesmo ano, ela e Rodolfo Pastor Zelaya, fundador do Partido Democrático Revolucionário de Honduras, lideraram uma manifestação pró-democracia em San Pedro Sula em protesto pela prisão de civis que pediam a destituição do presidente Tiburcio Carías Andino.
O direito ao voto foi concedido às mulheres hondurenhas alfabetizadas em 1955, e puderam votar pela primeira vez no ano seguinte. Com a eleição do presidente Ramón Villeda Morales, em 1957, Bográn foi nomeada para seu gabinete como subsecretária de Educação. Em 1959 ela foi indicada para trabalhar no Departamento de Educação Pública. Bográn continuou seu trabalho de educadora pelo resto da vida e, em 1963, pelo seu serviço como diretora do Instituto Hondurenho de Cultura Hispânica, foi eleita para o Instituto de Cultura Hispânica em Madrid.

## Morte e legado
Bogran morreu em 2000 em San Pedro Sula, Honduras. Ela é lembrada como uma das principais lideranças do ativismo pelos direitos das mulheres e sufrágio feminino da sua época. Desde 1998 a Casa de Cultura em San Nicolás leva o seu nome, ssim como outras instituições educacionais. Há uma escola do governo, Centro de Educación Pre Básica Graciela Bográn no bairro La Trinidad em San Pedro Sula, e em Tegucigalpa há o Colegio Graciela Bogran, no bairro Jardines de Toncontin.

## Obras selecionadas
- Bográn, Graciela (novembro de 1933). «¿Debe o no concederse el sufragio a la mujer hondureña?» [Deve o direito ao voto ser garantido ou não às mulheres hondurenhas?] 31 ed. Alma Latina (em espanhol). 2: 5[27]
- Ministerio de Cultura, ed. (1956). En Torno a Masferrer (em espanhol). San Salvador, El Salvador: El Salvador Departamento Editorial. OCLC 3550523. hdl:10972/2640. Collection of essays by Graciela Bográn, Quino Caso, Pedro Geoffroy Rivas, et al.[28]
- Bográn, Graciela (1990). Disertaciones. San Pedro Sula, Honduras: Centro Editorial[29]
- Bográn, Graciela (1996). Escritos, 1932–1984. 1. San Pedro Sula, Honduras: Centro Editorial. OCLC 42019423[30]
- Bográn, Graciela (1996). Escritos, 1932–1984. 2. Honduras: Herederos de Graciela Bográn. OCLC 948105875

### Citações
1. 1 2  Secretaría de Educación Pública 1996, p. 47.
2. ↑  Gómez 1996, p. 78.
3. ↑  Bautismos 1904, p. 278.
4. ↑  Cortés 2013.
5. ↑  Sarmiento 2006, pp. 140–141.
6. ↑  Pineda Portillo 2016.
7. 1 2  González 2013.
8. ↑  González 2012.
9. ↑  Payne Iglesias 2015, p. 40.
10. ↑  Castillo Canelas 2019, p. 51.
11. 1 2  Holden 2004, p. 34.
12. ↑  Villars 2001, pp. 299–300.
13. ↑  Villars 2001, pp. 311–312.
14. ↑  Leonard 1984, p. 116.
15. ↑  Leonard 1984, p. 117.
16. ↑  Coleman 2016, p. 183.
17. ↑  Euraque 2001, pp. 97–98.
18. 1 2  El Nuevo Herald 2015.
19. ↑  El Heraldo 2014.
20. ↑  Espinoza Murra 2019.
21. ↑  La Gaceta 1960, p. 1.
22. ↑  ABC 1963, p. 42.
23. ↑  Proceso Digital 2016.
24. ↑  Organización de Estados Iberoamericanos 2020, p. 9.
25. ↑  La Tribuna 2019.
26. ↑  Tiching 2020.
27. ↑  Holden 2004, p. 257.
28. ↑  Anderson 1971, p. 45.
29. ↑  Muñoz 2003, p. 179.
30. ↑  Villars 2001, p. 643.